# إي إس بي إن.كوم
إي إس بي إن.كوم هو موقع ويب من نوع موقع ويب حول الرياضات أنشئ في 1995، الموقع ملك إي إس بي إن، وهو متوفر باللغة الإنجليزية.

## وصلات خارجية
- الموقع الرسمي